# Otitesella uluzi
Otitesella uluzi är en stekelart som beskrevs av Robert Harold Compton 1988. Otitesella uluzi ingår i släktet Otitesella och familjen fikonsteklar. Inga underarter finns listade i Catalogue of Life.